# WSA-Viperbike Kärnten/Saison 2011
Dieser Artikel listet Erfolge und Mannschaft des Radsportteams WSA-Viperbike Kärnten in der Saison 2011 auf.

## Erfolge in der Europe Tour
| Datum     | Rennen                        | Kat. | Fahrer            |
| --------- | ----------------------------- | ---- | ----------------- |
| 7. August | Grand Prix Betonexpressz 2000 | 1.2  | Martin Schöffmann |

## Mannschaft
| Name                | Geburtstag        | Nationalität | Team 2010                     |
| ------------------- | ----------------- | ------------ | ----------------------------- |
| Wolfgang Geisler    | 1. Oktober 1978   | Österreich   | Neoprofi                      |
| Markus Goetz        | 13. Januar 1985   | Österreich   | Neoprofi                      |
| Matthias Höfler     | 21. März 1980     | Österreich   | Corratec-Graz-Cyl (2005)      |
| Adam Homolka        | 12. Februar 1979  | Tschechien   | Swiag Pro Cycling Team (2007) |
| Florian Moser       | 21. Januar 1985   | Österreich   | Corratec-Graz-Cyl (2005)      |
| Liam Poole          | 7. April 1989     | Australien   | Neoprofi                      |
| Stefan Rucker       | 20. Januar 1980   | Österreich   | Elk Haus (2009)               |
| Martin Schöffmann   | 31. März 1987     | Österreich   | Vorarlberg-Corratec           |
| Patrick Schörkmayer | 17. Oktober 1987  | Österreich   | Neoprofi                      |
| Michael Schwaiger   | 28. Januar 1983   | Österreich   | Neoprofi                      |
| Benedikt Steiner    | 29. November 1987 | Österreich   | Neoprofi                      |

## Platzierungen in UCI-Ranglisten
UCI Europe Tour 2011
|      | Fahrer            | Punkte |
| ---- | ----------------- | ------ |
| 384. | Martin Schöffmann | 40     |
| 539. | Michael Schwaiger | 26     |
| 560. | Adam Homolka      | 24     |
| 752. | Stefan Rucker     | 12     |
| 878. | Markus Goetz      | 8      |